# Charles Finch
Pour les articles homonymes, voir Finch.
Charles Finch (4 juin 1752 – 17 décembre 1819) est un homme politique anglais, qui est député à la Chambre des Communes de 1775 à 1780.

## Biographie
Finch est le fils de Heneage Finch (3e comte d'Aylesford) et son épouse Lady Charlotte Seymour, fille de Charles Seymour, 6e duc de Somerset. Il fait ses études à Westminster School et entre à Christ Church, à Oxford le 24 mai 1769. Le 16 mai 1772, il est admis à Lincoln's Inn.
Finch est élu à l'unanimité député pour Castle Rising lors d'une élection partielle, le 2 février 1775, sur la recommandation de son cousin, Lord Suffolk. Lorsque son frère, Lord Guernesey accède au comté, en 1777, il quitte son siège à Maidstone. Son frère se présente à l'élection partielle du 16 mai 1777 et est élu député de Maidstone. Il est battu en 1780.
Finch épouse Jane Wynne, la fille de Watkin Wynne de Voelas, Denbighshire, le 28 décembre 1778. Il est décédé le 17 décembre 1819. Leur seul enfant est leur fils Charles Wynn Griffith-Wynne (en) (4 mars 1780 – 22 mars 1865).